# 2MASS J17114573+2232044
2MASS J17114573+2232044 ist ein Brauner Zwerg im Sternbild Herkules. Er wurde 2000 von J. Davy Kirkpatrick et al. entdeckt.
Er gehört der Spektralklasse L6,5 an; seine Oberflächentemperatur beträgt 1300 bis 2000 Kelvin. Wie bei anderen Braunen Zwergen der Spektralklasse L dominieren auch in seinem Spektrum Metallhydride und Alkalimetalle. Seine Position verschiebt sich aufgrund seiner Eigenbewegung jährlich um 0,0312 Bogensekunden. Zudem weist er eine Parallaxe von 0,03311 Bogensekunden auf.